# 金子霜山
金子 霜山（かねこ そうざん、寛政元年11月9日（1789年12月25日）- 慶応元年8月2日（1865年9月21日））は、江戸時代後期の広島藩士。儒学者、藩儒、文筆家。名は済民、字は伯成、通称は徳之助、別号は八霜山人。

## 来歴
広島藩儒金子華山の元に生まれる。祖父の金子樂山も藩儒。広島藩学問所（現：修道中学校・高等学校）にて頼杏坪らに学び、先輩頼山陽や後輩坂井虎山の影響を受ける。文化元年（1804年）学問所句読師見習、文化2年（1805年）学問所句読師、文化8年（1811年）学問所教授、藩儒となる。文政元年（1818年）奥詰次席、文政5年（1822年）奥詰、天保7年（1836年）側詰同格、天保14年（1843年）歩行頭次席、文久元年（1861年）持頭同格、文久3年（1863年）中小姓頭同格となり本録400石、同年用人並となる。経学を専門とし、著作多数。藩内だけではなく、広島藩江戸藩邸において昌平坂学問所の生徒など藩外の者にも経書を教授する。生前の功により死後51年経った大正5年（1916年）に正五位に叙せられる。

## 著作
- 四書纂要
- 易学啓蒙纂要
- 易本義纂要
- 書集傳纂要
- 詩集傳纂要
- 近録思纂要
- 経説万余言